# YOSHIKI
YOSHIKI，本名林佳樹（1965年11月20日—），為一名日本音樂人、鋼琴家、指揮家、詞曲作家、編曲家及音樂製作人。他是日本樂團X JAPAN的團長及創辦人而於世聞名，他為樂團的鼓手、鋼琴手及主要作曲人、製作人。從小學習古典樂、鋼琴、並自學爵士鼓。成年後將古典樂與鋼琴應用在搖滾／金屬樂中而成為特色。在X JAPAN的演唱會中，經常可見到他在鼓和鋼琴間轉換演奏，將鼓的狂暴與鋼琴的優雅印象結合成視覺藝術。
他常受邀委託製作主題曲及在重要場合擔任演奏及指揮，包括NHK電視台的紅白歌唱大賽、愛知世界博覽會官方形象主題曲、日本皇室欽點他出席盛大的天皇即位10週年紀念會，創作並彈奏奉祝曲、第69屆金球獎、第70屆金球獎的主題曲創作，以及美國好萊塢多部電影的配樂及主題曲的製作。
由於音樂成就和相關事務上的進展，他與其領導的樂隊X JAPAN被視作視覺系的重要先驅之一。
他年輕時成立的獨立唱片公司提拔許多新人樂團，除同期出道的「LUNA SEA」得到他的幫助，後輩中的「GLAY」、「Dir en grey」、「ZI:KILL」、「LADIES ROOM」，韓國的「TRAX」，美國的「Laura Dawn」、「Tommy Walter」、「Kidneythieves」等都受過他的提攜栽培。也製作過許多音樂人的作品，如NOA、西城秀樹、北野井子、工藤静香、SixTONES等。2000年獲文部大臣頒發『日本社會與文化人物貢獻獎』。他在2007年底重組了X JAPAN。

## 生平

### 童年與音樂的啟蒙
1965年11月20日出生在千葉縣館山市，出生後身體很虛弱，患有小兒哮喘和食物過敏症。他是家中的長子，弟弟為。幼年時經常聽父親收藏的古典樂唱片過日子。4歲時，父親答應他的要求，買了直立鋼琴送給他，開始到鋼琴教室學習彈鋼琴，展現在音感上的天分。5歲，與後來X JAPAN的主唱TOSHI一同就讀幼稚園的紫羅蘭組，兩人成為朋友，並一直就讀相同的小學、初中到高中。7歲時，開始挑戰困難的鋼琴練習曲，以及作曲。8歲時，第一次用零用錢買的唱片是舒伯特的「未完成」交響曲與貝多芬的「命運」交響曲。
直到小學中年級前，因健康狀況不好、呼吸不順和哮喘症狀，被迫頻繁的入院治療。為了給兒子加油打氣，父親去病房會帶些小禮物、書籍給YOSHIKI。他最喜歡讀的是專為兒童寫的名人傳記，瑪麗·居禮、愛迪生、林肯、舒伯特和貝多芬等歷史人物的故事，而他對創作出偉大交響樂的貝多芬那奇蹟般的人生大為感動。每年生日，父親都會買樂器給他。他收過口琴、口風琴等禮物。9歲時，父親送他的是小喇叭。
10歲時，放學後回家發現父親自殺。在數十年後的專訪中，他回憶說：「我很生氣，發瘋似地狂奔。我不知道父亲自殺的原因，不斷尋找真相。」。後來他為緬懷父親，創作長達10分鐘的單曲《Tears》。他經常去唱片行，有一次，買了華麗搖滾樂團KISS的唱片，因而迷上KISS和搖滾樂。母親應他的要求，買了一組爵士鼓給他，開始自學打鼓。1977年，央求母親帶他去看KISS在日本武道館舉行的來日公演。

### 學生時期與X JAPAN的組建
參加完KISS演唱會後成為其死忠的歌迷，但他發現周遭沒有人對KISS有興趣，除了TOSHI。兩人發現對方都喜歡搖滾樂和KISS後，成為真正的好友，更決定组成他們生平第一支樂團「DYNAMITE」。12歲時，母親送了由美國發明家Leo Fender設計製造的Fender Stratocaster電吉他，但他覺得這種左手壓弦右手彈奏的操作不合自己的性格，他比較喜歡以力量來表現節奏的鼓和鋼琴。1978年，和TOSHI升上初中後，將樂團改名為「NOISE」，主要是練習KISS的作品。他和TOSHI也參加了管弦樂社團。
1979年，「NOISE」開始增加練習Deep Purple的作品。而因父親死亡帶來的打擊，也使其對人生感到憤怒。據其半自傳與他人的回憶描述，YOSHIKI從初中一年級時就非常叛逆，二年級開始抽菸染髮，經常與老師及其他學校的學生打架，並與飆車族一同上街，在他人眼中是個不良少年。但在音樂和課業上的表現卻又是優等生的程度，在400人的年級中經常進入前10名。於千葉縣年度模擬考中，成為縣內唯一獲得數學滿分的學生。14歲生日時，獲得了母親送的高價爵士鼓套組，配置著雙大鼓，讓他可以練習更加複雜的節奏
1980年，「NOISE」在初中的畢業生歡送會上首次進行了公開演出，他們演奏了KISS和Deep Purple的硬搖滾曲目。當時樂團主唱是別的中學的學生，TOSHI的位置是吉他手。
1981年，學校因學生人數太多而拆成兩半，「NOISE」也受到影響，TOSHI便擔任主唱，他們開始練習Led Zeppelin的曲子。之後兩人考上市內的明星學校安房高中，一頭紅髮的YOSHIKI成為該校唯一的不良少年。「NOISE」登上學校文化祭的舞台擔任壓軸演出，表演了Led Zeppelin、Rainbow和UFO樂團的曲子。
1982年，「NOISE」因準備升學的因素解散。YOSHIKI與TOSHI和另外2名他校的學生組建了「X」，他們開始專研鐵娘子樂團的曲子。（之後的樂團歷史，請參見X JAPAN條目）
1983年，升上高三的YOSHIKI為了報考音樂大學的鋼琴系，再次學習正規的專業技術。他請市內的專業鋼琴講師，每週兩次，往返3小時接受課程。包括鋼琴演奏、聽音、讀譜、視唱、樂理的訓練。YOSHIKI在課程中也展現了絕對音感的驚人能力。
1984年，原本預定在高中畢業後將接受武藏野音樂大學推薦入學，在入學考試一週前接受TOSHI的邀請，放棄升學而選擇和TOSHI離開家鄉館山，到東京以搖滾樂維生。
1985年，「X」達成可以經常演出的目標後，他訂下出唱片的計畫，但是出唱片需要樂評肯定後由商業唱片公司發掘才能實現，他認為對樂評人或唱片公司低頭就失去了搖滾精神，於是他決心學習自己獨力製作唱片。與其他的樂團完全相反，YOSHIKI在演出現場甚至會將台下的樂評人趕走。
1986年，在母親資助下，成立了自己的唱片公司「Extasy Records」，開始研究唱片製作、財務計算與行銷企劃的流程和細節。在「X」出道前後，他也開始深入學習與唱片合約、版權相關的法律知識，先後成立了自己的音樂出版公司「Extasy Music Publisher」
和經紀公司「Japan Music Agency」。
1988年，在與CBS/Sony討論「X」出道合約的過程中，他提出許多藝人權利、版稅比例與版權歸屬的要求，他詳細的考慮及堅持，與一般簽約藝人完全不同，當時Sony的社長因此對他印象深刻。
1990年，在洛杉磯錄〈Es Durのピアノ線〉時，因英語發音不夠標準，導致美籍錄音師將他錄了30小時才完美的音軌誤刪，自此決定開始英語會話的特訓課。在音樂事業上已有相當程度進展的YOSHIKI，也有了公眾人物必須背負社會責任的覺悟，他逐漸收斂了從學生時一直到獨立樂團以來，經常衝動破壞物品、與人打架的性格。他也藉著自己的唱片公司與獨立製作上的相關經驗，開始提攜後進，幫助年輕樂團實現出唱片的夢想。這也使得他除音樂人的身分外，又多了商業經營者的角色。

### X JAPAN以外的個人活動
1991年，和小室哲哉組成「V2」，分別舉行過「VIRGINITY」演唱會與「V2 SPECIAL LIVE VIRGINITY」演唱會。7月，與東芝EMI簽訂個人活動的契約。12月，《Yoshiki Selection》發售，收錄他精心挑選的9首古典入門音樂，獲得第6回日本金唱片大獎年度最佳古典專輯。
1992年，為實現X JAPAN進軍國際的計畫，開始將生活重心從日本轉移到美國，在洛杉磯租了大宅。起先是租用北好萊塢的「Enterprise Recording Studios」錄音室來錄音，後因听说豪華錄音室「One On One Recording Studio」鼓声效果最佳，但因Metallica已预约一年旁人无法预约，便直接将其买下。。。
這時也有了「Violet UK」這個實驗性音樂組合的構想。7月30日，在日本武道館舉行「Yoshiki Talk Live」，與77人交響樂團合作，首次公開《ART OF LIFE》的古典樂版本，這首曲子代表了YOSHIKI的半生語。12月31日，為第43回NHK紅白歌合戰重新修改了《Tears》的歌詞作為其主題曲《Tears》，讓所有出場的歌星合唱，並現場演奏管風琴，早年被業界譏為「唱硬式搖滾的人上不了電視」「X是音樂界的異類」的說法，已被他親手擊碎。

《Eternal Melody》

1993年，為了站穩進軍美國的腳步，每次進錄音室都會讓美籍錄音師們知道他對「音」的執著與能力。一次，錄音師的筆掉在地上，YOSHIKI立即按下琴鍵，用音符重現那隻筆落地的音高。錄音師們對他能夠立即把任何聲響化成準確的音符而感到驚奇，之後YOSHIKI的「絕對音感」在美國業界便逐漸廣為人知。這一年，個人的古典專輯《Eternal Melody》發售，與之合作的披頭四製作人George Martin與倫敦愛樂管弦樂團成員表示，對YOSHIKI竟能把X JAPAN的重金屬樂曲改成優美的古典樂十分感動。憑藉這張專輯更加強樂界對「YOSHIKI = 古典樂」的印象。而為NOA製作的單曲，獲得了第36回日本唱片大獎最優秀歌唱獎。同年，X JAPAN特殊的協奏曲形式作品《ART OF LIFE》問世後，YOSHIKI在業界開始成了知名製作人。
1994年，為幫助他非常欣賞的「GLAY」出道，成立唱片公司「Platinum Records」簽下他們，並製作出道單曲《RAIN》。除了製作「GLAY」的唱片，還主動幫他們統籌音樂上的策略、錄音與公演的計畫。年中，和英國皇后樂隊鼓手Roger Taylor合作單曲《Foreign Sand》，兩人參加聯合國教科文組織主辦的奈良東大寺 ，合奏了《Foreign Sand》，由衛星轉播至全世界。6月，為兒時偶像「KISS」的全球紀念專輯《Kiss My Ass》擔任製作，並改編該樂團名曲《Black Diamond》為古典版本收錄其中。年底，在X JAPAN東京巨蛋的總彩排上，YOSHIKI跌落10公尺高的舞台，造成右上臂三頭肌部分斷裂，但他之後打了止痛針，在虛弱的情況下照常舉行公演。
1995年因發生阪神大地震，籌畫賑災慈善公演，捐贈河合鋼琴給所有受災的中小學。
1996年，3月在名古屋的X JAPAN公演中，正在演奏打鼓的YOSHIKI因嚴重的頸椎椎間盤突出症痛得無法動彈，緊急送醫並中止所有巡演行程。11月，《Yoshiki Selection II》發售。經過9個月的休養，年底時他重新登台演出，基於醫師的強烈要求，開始戴上護頸打鼓。

### X JAPAN解散、摯友驟逝、隱居
1997年，因主唱TOSHI要求退出，X JAPAN在同年的9月22日召開了解散記者會。團員約定待2000年找到新任主唱後重組X JAPAN，YOSHIKI便計畫在美日兩地認真進行音樂製作人的工作。他接了幾件製作的委託案，包括為北野井子擔任單曲《Begin》與的詞曲作者和製作人。同時他也時常與HIDE透過信件研究適合的新主唱人選。
1998年，在解散X JAPAN後的隔年5月，吉他手HIDE因酒後窒息事故而突然身亡。在完成HIDE的喪事之後，YOSHIKI立即隐居美國。他精神恍惚、體重驟降、罹患不眠症。成日待在家中，之後有兩年沒有進行公開活動和訪問。他的情緒因過於悲痛而出現畏懼人群的狀況，曾求助心理醫師，最後住進醫院。《WITHOUT YOU》的樂譜便是這時開始譜寫的。年末，受電影導演薩曼·金委託，為美國電影《In God's Hands》提供「Violet UK」了的曲子《SANE》。YOSHIKI為了以忙碌來忘卻陰霾，不斷練琴、開始專研起美國演藝事業的所有相關法律、學習撰寫合約，還研究起企業知識與股票。接著投入龐大資金購置新器材，來改造自己的錄音室以租給他人，成了洛杉磯有名的錄音室老闆。
1999年，「Dir en grey」推出的單曲、《Cage》、，都是由YOSHIKI擔任其製作和部分編曲。他也擔任了日本音樂人發起的致敬紀念專輯《hide TRIBUTE SPIRITS》製作，並改編了HIDE的作品《Good bye》為鋼琴版親自演奏。
到了年底，受日本皇室欽點創作奉祝曲，他與母親討論後決定接下。之後於皇居外苑「慶祝天皇陛下即位十周年國民慶典」上，在天皇與皇后面前演奏了在位10週年奉祝曲《Anniversary》，至此YOSHIKI才重回世人的眼前。演奏結束時現場一萬五千多人的歡呼聲，也成為促使他復出的強大動力。

### 復出、Violet UK計畫啟動
2000年，YOSHIKI決定作為音樂人重新出發，開始整頓美日兩地的工作。在美國籌備「Violet UK」的實驗性音樂組合，這個組合混合了龐克、電子鼓、古典鋼琴及電吉它，VOCAL以女聲為主。也將多年前購入的豪華錄音室「One On One Recording Studio」改名為「Extasy Recording Studio」，並成立自己的製作公司「Extasy Records International」。4月，帶著母親參加天皇主辦的皇家賞櫻會，胸牌上寫的是本名。5月，擔任日本7-Eleven廣告剪輯、企劃、監製及出演，並以「Violet UK」的3首作品《Confusion》、《The Other Side》、《Blind Dance》作為該品牌的廣告形象曲，這也代表YOSHIKI正式復出。以往總是與會主動與歌迷交流的已逝，為此他開始運作個人官方網站「Yoshiki.net」來傳承。這一年的製作案包括了為Shiro製作《Pearl》與兩曲、為工藤靜香製作，以及為BEAST製作《chemical》。
2001年，這一年的製作案包括了為製作、為BEAST製作《VISION》、為Revenus製作《Flower》。
2002年，與比爾·蓋茲一起參加Xbox在日本的發售會。。在澀谷TSUTAYA O-EAST和惠比壽舉行握手會，共5000人左右。9月宣佈加入globe樂團。10月與哥倫比亞唱片簽約。12月在東京國際論壇大樓與東京城市愛樂管弦樂團合作，舉辦兩天10000人參加的古典演奏會「YOSHIKI symphonic concert 2002 featuring VIOLET UK」，他親自指揮83人的交響樂團。
2003年，以採訪形式的《YOSHIKI 我不會放棄》發售。NHK播出《現在真實展現的男人～YOSHIKI～沉默5年，現在復活》節目，深入報導了YOSHIKI的近況。
2004年，與axev簽訂管理合約。4月底，從洛杉磯回國參加在橫須賀舉行的hide七回祭。在成田機場大廳出現的YOSHIKI表示「獻給HIDE的曲子已經完成了。是一首20分鐘的作品，曲名是《WITHOUT YOU》」這一年的製作案包括了國會議員扇千景委託、為寶塚歌劇團花組公演的舞臺劇作曲，與製作韓國樂團「TRAX」的出道單曲《Scorpio》。

《ETERNAL MELODY II》

2005年，個人古典音樂專輯《ETERNAL MELODY II》發行。3月24日，「2005年愛知世界萬博會」開幕，為其創作官方形象主題曲《I'll be your love》，YOSHIKI親自指揮由15國音樂家、105人集結而成的世界性超級管弦交響樂團「EXPO Super World Orchestra」。參與演出的音樂家包含：維也納愛樂樂團豎笛家Peter Schmidl、第一小提琴家Volkhard Steude、中提琴家Werner Resel、大提琴家Werner Resel；前柏林愛樂樂團的雙簧管家Hansjörg Schellenberger；倫敦愛樂樂團小提琴家Boris Garlitsky；巴伐利亞廣播交響樂團第一小提琴家楊文信；費城管弦樂團第一低音管家Danny Matsukawa；上海交響樂團第一小提琴家潘寅林；開普敦交響樂團第一小提琴家Jürgen  Schwietering等著名音樂演奏家。今年YOSHIKI也受託製作了TRAX的單曲《Rhapsody》。
2006年，在Myspace上傳的「Violet UK」作品意外爆紅，於是他開始用英文寫部落格來傳達想法。3月，擔任電影《凡爾賽玫瑰》作曲與製作。8月，受邀參加了在巴爾的摩舉行的2006年OTAKON動漫節。因X JAPAN成為日本搖滾樂的代表，時任外務大臣的麻生太郎經常與YOSHIKI會面，商討日本文化產業的世界競爭力。

### 重組X JAPAN、頸椎手術
2007年，與美國大型演唱會製作公司Live Nation企劃，在洛杉磯主辦了以日本視覺系樂團為主題的「J-Rock Revolution 音樂節」。也在此音樂節上，公布與Gackt、Sugizo、Miyavi組成超級樂團「S.K.I.N.」，之後「S.K.I.N.」在Anime Expo AX 2007舉辦了一次小型演唱會。7月，參加在巴黎舉辦的日本博覽會。10月18日，X JAPAN官網公布緊急通知，正式發表樂團活動再開的消息。同時他受導演Darren Lynn Bousman委託製作了好萊塢賣座電影《奪魂鋸4》主題曲《I.V.》。
2008年，擔任日本電視台建台55周年紀念電視劇《東京大空襲》主題曲與插曲《Unnamed Song》的製作，分別由秋川雅史及Daughter演唱。為了替高中母校的甲子園比賽應援，捐款1000萬日元。好萊塢製作人Mark Burg委託他為電影《惡作劇之刎》作曲，以《Blue Butterfly》作為全球電影主題曲。5月，正式舉辦HIDE的十周年追悼公演「hide memorial summit」，動員10萬人、號召了眾多樂團一同緬懷摯友。這一年的製作案包括了黑澤明誕辰百年紀念電影的音樂製作、為實驗電影《莎拉布萊曼之生化歌劇》擔任音樂總監、並協助挑選演員。本人在今年訪問了臺灣、香港、泰國、韓國，為世界巡演的亞洲地區宣傳。年底時，YOSHIKI個人封面的VISA信用卡「UNDERGROUND KINGDOM」發行並開放申辦。
2009年，設立了「YOSHIKI FUNDATION」慈善基金。於香港亞洲國際博覽館舉行X JAPAN首次海外的演唱會。與日本本田技研工業合作贊助車隊「TEAM YOSHIKI & 童夢 PROJECT」。與Hello Kitty合作推出YOSHIKI個人形象的公仔玩偶「YoshiKitty」。3月底，以私人性質探訪中國汶川大地震災區並捐款20萬美元、一間音樂教室和部分樂器。4月，參加電影《大盜五右衛門》的"天下統一試映會"，並為該片創作主題曲《Rosa》。5月25日，半自傳新書《YOSHIKI /佳樹》公開販售首日即決定再版。6月13-14日，於中國北京與上海舉辦歌迷見面會。6月16日，與新書作者小松成美以及角川書店社長，在澀谷舉辦簽售會，並透露上海世博會開幕式邀請其作主題曲，同時希望新書可以出版中文版。7月27日，因左手喪失知覺、右手麻痺，在美國加州比佛利山莊的錫安山醫學中心進行頸椎椎間孔擴大手術治療（頸椎椎弓切除與頸椎椎間孔切除）。
經詳細診斷，院方發現他脊椎骨變形而壓迫了神經與肌力功能，連腰骨也變形導致腳部開始麻痺，還能演出是因為被周圍驚人的強韌肌群保護著。依主治醫師的說法，若手術後仍無改善，便要考慮椎間盤hernia摘除、脊椎固定術、人工椎間盤置換術等外科手術。8月22日，如期參加在日本舉行的，當天出場的還有TOSHI，兩人就10月的法國巴黎公演延期而道歉，並宣布三年內將再次接受手術。8月，擔任美國影音串流平台Ustream的顧問。10月，參加了3D動畫電影《A.T.O.M.》的美國首映式、在洛杉磯舉行的Hello Kitty 35週年紀念活動，以及麥可·傑克森演唱會電影《THIS IS IT》試映會。

### 擔任葛萊美獎評委、創作金球獎主題曲、第二次頸椎手術
2010年，以評審委員身份出席第52屆葛萊美獎頒獎典禮。2月，製作「ToshI LAST CONCERT“武士JAPAN”」，並在公演當天鋼琴伴奏。5月2日，作為親屬和友人代表在hide 13回忌上敬香“hide是X的成員，是我永遠的朋友、戰友”。5月28日，在席德-西奈醫院接受後續頸椎部分手術。12月，YOSHIKI宣布X JAPAN將為手塚治虫原作的漫畫劇場版《佛陀》製作主題曲《Scarlet Love Song》。
2011年，參加第68屆金球獎頒獎典禮。之後，TOSHI舉辦晚餐秀，名為“ToshI feat・YOSHIKI 水晶鋼琴的你”，YOSHIKI擔任表演嘉賓演奏鋼琴。一同出席的還有X JAPAN的成員HEATH。2月14日，再度作為評審委員出席第53屆葛萊美獎頒獎典禮。3月，在日本東京國立代代木競技場第一體育館舉辦「ASIA GIRLS EXPLOSION」大型時裝秀，帶領「Violet UK」及X JAPAN登台演出。4月28日，在雅虎日本拍賣上，以1100萬日元價格賣出個人的KAWAI CR-40A水晶鋼琴，款項用來支援東日本大震災災區。5月21日，在美國芝加哥出席ACEN活動，並舉辦SiriusXM YOSHIKI Radio現場錄音。7月，美國漫畫家史丹·李及閃靈悍將創作者Todd McFarlane，合力創作以YOSHIKI為主角的超級英雄漫畫《Blood Red Dragon》。11月1日，在新浪開通了個人微博。11月10日，現身東京杜莎夫人蠟像館，為其等身蠟像揭幕。

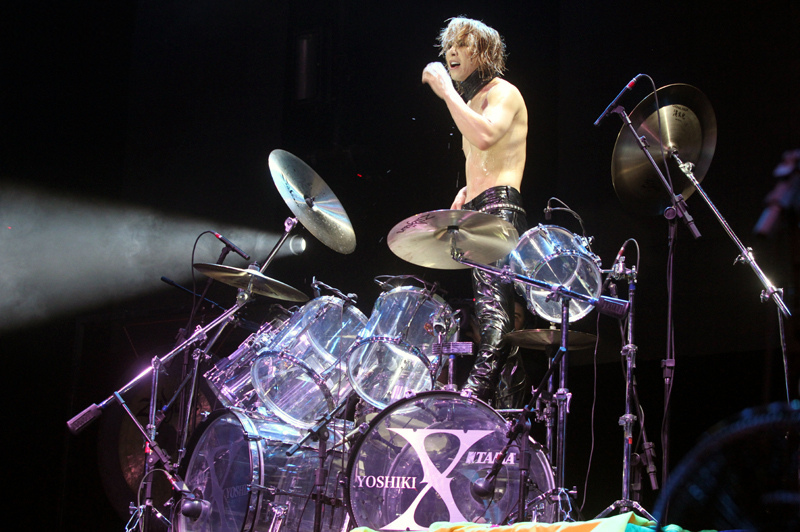
2011年巡演中的YOSHIKI

2012年，以奧斯卡金像獎前哨戰聞名的金球獎，主辦單位好萊塢外國記者協會邀請YOSHIKI創作該典禮有史以來首次的主題曲。9月，出席了由世界最大型的美國志願服務組織「Points of Light」，於日本大使官邸主辦、題為《Changing Lives Through Service》的慈善餐會，會上以YOSHIKI的古典樂專輯《Eternal Melody II》做為背景音樂，同時他更捐出私人晚餐權的慈善義賣，以日幣三百萬圓結標。

《YOSHIKI CLASSICAL》

2013年，出席第70屆金球獎，以「電影配樂獎」的頒獎人身分上台，成為金球獎自1944年舉行以來，首次登台的日籍頒獎人。同時他為金球獎創作的主題曲《Golden Globe Theme》透過iTune Store上架發行，所有收入捐贈給公益團體。5月，在個人Facebook宣佈正計劃第二次世界巡迴演唱會。8月，發行睽違八年的個人古典樂專輯《YOSHIKI CLASSICAL》，在10個國家的iTunes古典音樂榜中登上冠軍。接著在葛萊美博物館舉行個人的鋼琴演奏會。

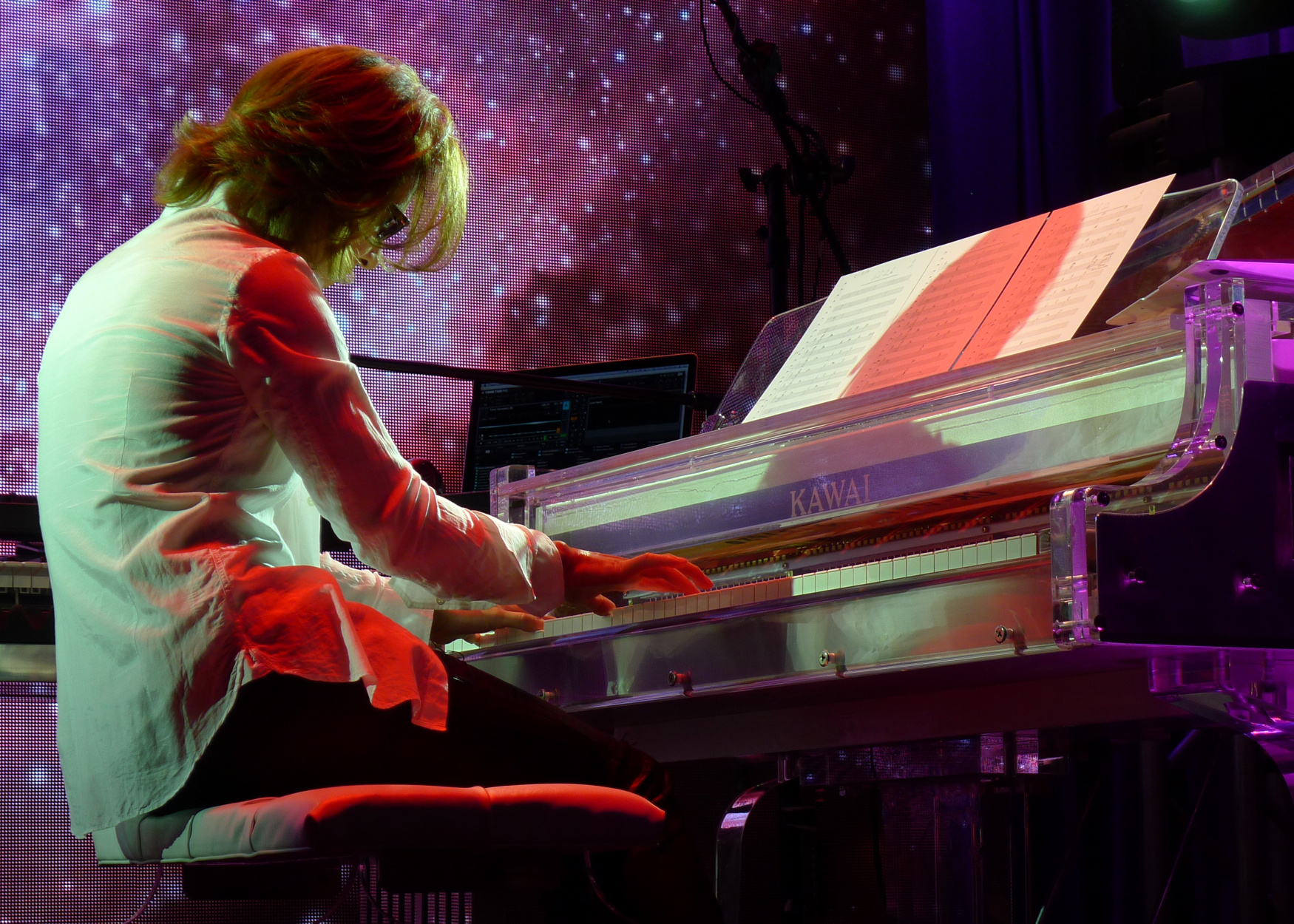
2013年的YOSHIKI

2014年，以科斯塔梅薩為首站，開始了共13場的「YOSHIKI Classical WORLD TOUR」古典演奏會，巡演地點包含美國、墨西哥、俄羅斯、德國、法國、英國、中國、泰國、台灣、日本。為紀念車田正美創作40週年推出的《聖鬥士星矢》劇場版《聖鬥士星矢 聖域傳說》，全球主題曲《Hero（Yoshiki Classical Version）》由YOSHIKI負責創作。在美國奧斯丁的SXSW大型藝術節上，受邀彈奏了8首曲子，並和自己的3D全息影像共演。7月，受邀出席法國巴黎的第15屆日本博覽會。10月，受三麗鷗Hello Kitty設計師山口裕子委託製作，在洛杉磯「Hello Kitty Con 2014」開幕式中，演奏了自己親手所寫的Hello Kitty官方主題曲「HELLO HELLO」（暫稱）。
2015年，證實自己的右手肌腱半斷，需要動手術，然而他已決定為免影響X JAPAN世巡計劃而寧願暫時不動手術，先忍痛完成世巡。他還舉辦晚餐秀「EVENING with YOSHIKI in Tokyo Japan 2016」、率領X JAPAN參加LUNA SEA舉行的搖滾音樂節「LUNATIC FEST.」。5月底，GLAY在東京巨蛋舉行二十周年公演，邀請當年提攜的貴人YOSHIKI擔任神秘嘉賓，以鋼琴彈奏了當年為他們製作的出道單曲。
2016年，拍賣自己的一套爵士鼓和簽名鼓棒，為311東日本大震災籌款。10月14至16日，他率領X JAPAN、LUNA SEA、GLAY等樂團，在日本舉辦史上最大規模的視覺系音樂節「VISUAL JAPAN SUMMIT 2016」。與此同時，他的宿疾頸椎椎間盤突出症復發，左手及手臂嚴重麻痺，因而影響到演奏。2017年1月12至13日，在美國紐約卡內基大廳舉行古典音樂會「YOSHIKI CLASSICAL SPECIAL feat.Tokyo Philharmonic Orchestra」時，左手已完全失去知覺。3月4日，在英國倫敦溫布利體育館舉行X JAPAN的演唱會後，身體情況進一步惡化，不過他仍持續製作延宕已久的X JAPAN新專輯。
隨著紀錄片《WE ARE X：X JAPAN重生之路》上映以來的宣傳活動、在日本及海外的演出等，都對他的身體造成極大負荷。他在美國及日本接受徹底的檢查後，再度確診頸椎椎間盤（第五及第六節頸椎）狹窄、左手臂神經根病變，必須在5月進行緊急頸椎人工椎間盤置換手術。5月10日，他在社交平台上貼文表示：「大家好，我將於下週接受頸部手術。這次醫生會從我的正面剖開我的頸部，並在頸椎之間放入椎間盤。我有點害怕，但我會撐過去的。而目前為止，接下來X JAPAN的公演我仍打算演出」。5月16日，手術成功，醫生表示傷口癒合約需六週，六個月後應可復原九成。YOSHIKI於全身麻醉醒來後，堅持要為手術前一晚創作的歌曲錄音，與醫生討論後便出院到錄音室，工作約半小時返回寓所休息。

## 個人生活

### 宿疾
YOSHIKI患有胸、肩的「肌肉炎症」，頸部的「過勞性神經循環無力症」、「頸椎支障症候群」、椎間孔過窄而壓迫神經，呼吸道「哮喘」及手腕「重度慢性腱鞘炎」、不時會麻痺失去知覺，以及膝部與腰部的舊傷和「甲狀腺功能亢進症」。他1996年底開始在頸部戴上護頸表演，成了個人明顯的特徵。
因為過於激烈的打鼓方式，經常在演唱會上昏倒，目前為止已經有五次嚴重的昏厥造成演唱會被迫中止：
- 1988年7月25日，旭川MACHII HALL，在安可曲後因體力透支而昏倒，頂著海膽頭被送進醫院。休養一天。
- 1989年11月23日，澀谷公會堂，在表演中途因「過勞性神經循環無力症及頸椎支障症候群」而昏倒。休養約兩個月[139]。
- 1991年10月24日，橫濱體育館，在drum solo的中途因「急性氣管炎」而倒下。休養五天[140]。
- 1996年3月13日，名古屋彩虹大廳，因頸椎椎間盤突出突然倒下，被醫生警告他：「如果不停止打鼓的話，就有終生癱瘓的危險。」休養約九個月[73]。
- 2008年3月28日，東京巨蛋破壞之夜，在表演中途因體力透支而昏倒[141]。隔天雖然可以照常演出，但直到6月份時一度病情嚴重到無法行動[2]。

因長期劇烈甩頭，導致骨骼磨損甚至磨平，無法恢復。近期的症狀更嚴重，左手仍然麻痺，假若兩年內還未能治癒的話，有可能一生都無法治好，即使痊癒，也最多只能回復八成功能，無法再如以前一樣演出。但他表現積極，不斷進行步行訓練和彈琴等物理治療，又說：「與樂團解散和HIDE的死相比起來，這種痛楚只是百分之一。因為我有『X』這個家，所以我能撐過去的。」
他曾接受手術擴張第五和第六節椎間。儘管手術成功，但同時又發現他的第三節和第四節、第六節和第七節椎間，還有腰部也出現損傷，三年內要再次接受手術，植入人工骨骼。如果手術失敗的話，隨時會死亡。他直言，已經和律師議好部分遺囑，將財產分予家人、X JAPAN成員和長年支持自己的歌迷。

### 音樂與表演風格
1982年X成立之初，YOSHIKI就決定要將它融合重金屬、龐克與古典樂，他對音樂類型上的門派之分完全不在意。X JAPAN的歌曲多半出自他的手中，經常運用管絃樂編曲並加入弦樂和鋼琴。創作風格主要是使用前後相鄰八度的和弦，或者跨度更大的和弦，以及使用呼應手法的編曲方式。同時是一個完美主義者，對自己和周遭音樂相關事務上的要求非常嚴苛。在音樂錄製上，十分講究發聲與音調，以長時間的錄音期聞名。自地下時期就以驚人的練習量來要求自己和樂團成員，他一直以追求最頂尖的演奏技術為目標。他曾透露寫歌時，會希望周圍的樂器越少越好，他解釋了自己不正統的創作方式：
| “ | 我很怪（笑），我會替每一個樂器寫譜。我不用任何樂器來創作，我只是拿著筆一直寫譜。我的樂團成員在排練時都恨死我了，我會交出每個人的部分，當然也有鼓手的。對我來說，寫歌就是拿筆而已。當你使用某個樂器來創作，它的發聲原理就限制了你，只能處在某個固定的範圍，或者會讓你總是傾向於某種風格...但是寫譜沒有任何限制，你甚至可以寫出一整個管弦樂團。如果你總是傾向於某種風格，試著這樣做的話，它可以幫助你打破框架。 | ” |

他的雙踏擊鼓技術也以快速聞名。為了衝擊的效果，早期在X以女性化的優雅裝扮進行暴力激烈的鼓奏，或是在重金屬表演中突然以鋼琴彈奏起巴哈、蕭邦或莫札特的古典樂曲。他曾在訪談中回憶這麼做的起因：「就因為我們穿得瘋狂，有些人便說我們沒有音樂才華。我當初沒有說我會彈古典鋼琴。事實上，起初我在打鼓，但有一家俱樂部有一台鋼琴，我們無法把它搬下台，於是我想，我們也可以用它，所以我便彈起巴哈來了。那可嚇壞了人，他們覺得更迷惘。」自此，狂暴與優雅便同時在他的表演中出現，而成為特色。他雖然傷疾纏身，但每次X JAPAN的演出都不考慮是否要保留體力、用盡全力打鼓，對此他曾多次表示：「跟許多問題相比，我的身體還不是最大的問題，只要忍耐一下就會過去。每當演出的時候，我都把它當作最後一場來演出，即使死了也無憾」。

## 軼事
- 金澤→東京之計程車事件

1989年X出道巡演「Blue Blood Tour」在石川縣金澤市演出結束後，因全身肌肉痙攣與頸部劇痛，對演出一心求好而爆發怒氣。他突然想回設備齊全的東京練團室練習，就直接搭上計程車，花了30萬日圓跨越四個縣回到東京。
- 東京巨蛋咖哩事件

1991年X將在東京巨蛋首演，彩排前拜託經紀人幫他準備六本木一家餐廳的印度咖哩飯。但經紀人沒去六本木，而在巨蛋附近買了類似的餐點。但買來的咖哩飯非常的辣，還讓小時候的食物過敏症復發，於是他火冒三丈，掀了桌子，自己開著車回飯店，彩排也蹺掉了。
- 篠山紀信工作室熱水事件

1991年名古屋公演前，到知名攝影師篠山紀信的工作室進行攝影棚拍照的工作，他要求先沖個澡再拍攝，助理便領他去淋浴間。之後他衝出來大叫著「水龍頭壞了，根本只有熱水啊！」，就離開工作室了。之後兩人再也沒有合作過。
- 街頭的熱可可

2007年在美國「J-Rock Revolution 音樂節」開幕的四天前，YOSHIKI在錄音完回家的路上發現十幾個美國年輕人在路邊過夜，當他意識到他們是為了參加自己主辦的活動而排隊，便買了熱飲給那些年輕人。樂迷們也認出他是YOSHIKI，兩方都非常感動，傳為一時佳話。
- 向香港網友發文致歉與成龍吃飯合照之事

2019年6月YOSHIKI來台，並且於12日在社群平台發表與成龍共進晚餐的合照。然而當時香港因為正逢反送中遊行，先前成龍就因對此事表達不知情而惹來非議；連帶這股風波也延燒到YOSHIKI身上，讓香港的歌迷對其留言表達失望。幾天之後，YOSHIKI發文表示對於這個貼文如有讓歌迷感到不適也深感致歉，這個聲明獲得不少的正面迴響。

## 設立廠牌
參照主條目：Extasy Records
- Extasy Records：1986年爲X製作獨立專輯而設立的日本唱片公司，後來是日本近20組樂團得以出道發展的重要廠牌。[157]。
- Extasy Music Publisher：1988年設立的音樂出版公司，為管理自己的著作權與避免非法盜用。
- Platinum Records（日语：プラチナム・レコード）：1992年設立，附属于PolyGram的唱片公司。GLAY成為第一組旗下藝人。
- Japan Music Agency：1994年設立的經紀公司，為管理自己的經紀事務與音樂版權。
- Extasy JAPAN（日语：エクスタシー・ジャパン）：1999年設立，屬合資企業。
- Extasy Records International（日语：エクスタシー・レコード・インターナショナル）：1999至2012年于美国設立的製作公司。[158]
- Extasy Recording Studios（日语：エクスタシー・レコーディング・スタジオ）：1999年于美国設立的錄音室公司，自One on One Recording（英语：One on One Recording）并入。后錄音室地址已更换。[58]
- Extasy A Music：2008年為《I.V.》的全球發行而設立。

## 作品列表
| 專輯名稱              | 發行日期      | 最高排名 |
| --------------------- | ------------- | -------- |
| 『Eternal Melody』    | 1993年4月21日 | 6        |
| 『ETERNAL MELODY II』 | 2005年3月23日 | 14       |
| 『YOSHIKI CLASSICAL』 | 2013年8月27日 | 4        |

| 專輯名稱                    | 發行日期       | 最高排名 |
| --------------------------- | -------------- | -------- |
| 『Yoshiki Selection』       | 1991年12月12日 | 17       |
| 『A Music Box For Fantasy』 | 1993年7月25日  | —        |
| 『Yoshiki Selection II』    | 1996年11月4日  | 17       |

| 專輯名稱                                         | 發行日期      |
| ------------------------------------------------ | ------------- |
| 『Yoshiki Melodies Classics -Japanese Edition-』 | 2013年9月25日 |

| 名稱                                        | 年     | 專輯                  |
| ------------------------------------------- | ------ | --------------------- |
| 「Amethyst」                                | 1993年 | 『Eternal Melody』    |
| 「Foreign Sand」 （YOSHIKI & ROGER TAYLOR） | 1994年 | 『Happiness?』        |
| 「BLUE SKY HEAVEN」※                        | 2009年 | —                     |
| 「Golden Globe Theme」※                     | 2013年 | 『YOSHIKI CLASSICAL』 |
| 「Red Swan」(feat. HYDE)                    | 2018年 | —                     |

| 音樂                                     | 年     | 專輯                                    |
| ---------------------------------------- | ------ | --------------------------------------- |
| 「Black Diamond」                        | 1994年 | 『Kiss My Ass: Classic Kiss Regrooved』 |
| 「GOOD-BYE」                             | 1999年 | 『hide TRIBUTE SPIRITS』                |
| 「水晶鋼琴的你」 （Toshl feat. YOSHIKI） | 2011年 | —                                       |
| 「春の願い」 （Toshl feat. YOSHIKI）     | 2011年 | —                                       |
| 「ZIPANG」 （HYDE feat. YOSHIKI）        | 2019年 | —                                       |

### 影像作品
| 名稱                                                                                           | 發行日期      |
| ---------------------------------------------------------------------------------------------- | ------------- |
| 『SPECIAL LIVE/1991.12.5 VIRGINITY』                                                           | 1992年3月25日 |
| 『天皇陛下御即位十年をお祝いする国民祭典』                                                     | 2000年3月1日  |
| 『YOSHIKI Symphonic Concert 2002 with Tokyo City Phillharmonic Orchestra featuring VIOLET UK』 | 2005年3月30日 |
| 『Toshl Feat. YOSHIKI with MIKUNI』                                                            | 2011年6月25日 |

## 樂團作品列表
X JAPAN

參照主條目：X JAPAN作品列表
| 配樂／主題曲                   | 配樂／主題曲                                                       |
| 樂曲                           | 對象                                                               |
| ------------------------------ | ------------------------------------------------------------------ |
| 「Endless Rain」               | 電影《次元艦隊》主題曲                                             |
| 「Joker」                      | 佳麗寶《NFL》廣告曲                                                |
| 「Say Anything」               | 朝日電視台《ララバイ刑事'91》主題曲                                |
| 「Tears」                      | TBS電視台《憎惡的微笑憎》主題曲、電影《我的野蠻女友2蠻風再現》插曲 |
| 「Rusty Nail」                 | 富士電視台《情深緣淺》主題曲、鈴木汽車「Swift」廣告曲              |
| 「X」                          | Sony卡式錄音帶《X》廣告曲                                          |
| 「Longing 〜跡切れたmelody〜」 | 美津濃體育用品《鈴木一朗篇》廣告曲                                 |
| 「Forever Love」               | 電影《X》主題曲、自由民主黨國政選舉廣告曲（總裁小泉純一郎出演）    |
| 「Crucify My Love」            | 日本石油《ZOA》廣告曲、朝日電視台《Tonight 2》片尾曲               |
| 「White Poem I」               | 日本石油《ZOA》廣告曲                                              |
| 「Scars」                      | TBS電視台《COUNT DOWN TV》1996年開幕主題曲                         |
| 「The Last Song」              | 日本電視台《知ってるつもり?!》片尾曲                               |
| 「I.V.」                       | 電影《奪魂鋸4》主題曲                                              |
| 「Scarlet Love Song」          | 劇場版《手塚治虫的佛陀－ 美麗的紅色沙漠－》主題曲                  |
| 「Hero」                       | 劇場版《聖鬥士星矢 聖域傳說》主題曲                                |
| 「Born to Be Free」            | 電影《最後的騎士》預告片配樂                                       |

| 配樂／主題曲       | 配樂／主題曲           |
| 樂曲               | 對象                   |
| ------------------ | ---------------------- |
| 「SANE」           | 電影《In God's Hands》 |
| 「Confusion」      | 7-Eleven廣告           |
| 「The Other Side」 | 7-Eleven廣告           |
| 「Blind Dance」    | 7-Eleven廣告           |
| 「Blue Butterfly」 | 電影《惡作劇之刎》     |
| 「Rosa」           | 電影《大盜五右衛門》   |

| 專輯                                          | 發行日期      |
| --------------------------------------------- | ------------- |
| 『Shake Hand』                                | 1990年5月25日 |
| 『Tribute to MASAMI 汚れなき豚友達へ!!』 (#1) | 2002年9月20日 |

| 曲名                          | 發行日期      |
| ----------------------------- | ------------- |
| 「背徳の瞳〜Eyes of Venus〜」 | 1992年1月18日 |
| 「Virginity」                 | 1992年1月18日 |

| 專輯                                 | 發行日期       |
| ------------------------------------ | -------------- |
| 『seize the light』                  | 2002年11月27日 |
| 『8 Years 〜Many Classic Moments〜』 | 2002年11月27日 |
| 『Ballads & Memories』               | 2002年12月26日 |
| 『get it on now feat. KEIKO』        | 2003年3月26日  |
| 『LEVEL 4』                          | 2003年3月26日  |
| 『global trance best』               | 2003年9月3日   |

## 製作列表

### 配樂／主題曲／插曲
| 年     | 對象                                  | 備註             |
| ------ | ------------------------------------- | ---------------- |
| 2007年 | 劇場版動畫『凡爾賽玫瑰』              | 作曲、製作       |
| 2007年 | 電影『惡作劇之刎』                    | 監製             |
| 2008年 | 電視劇『東京大空襲』                  | 作曲、製作       |
| 2008年 | 電影『莎拉布萊曼之生化歌劇』          | 監製             |
| 2008年 | 電影『他就是電影—紀念黑澤明誕辰百年』 | 製作             |
| 2014年 | Hello Kitty官方主題曲                 | 作曲、編曲、製作 |

### 專輯
| 年     | 名稱                                      | 對象           | 備註                                                  |
| ------ | ----------------------------------------- | -------------- | ----------------------------------------------------- |
| 1989年 | 『THE INNER GATES』                       | BAKI           | 「IN MY HEART CAVE」編曲                              |
| 1990年 | 『Habit of Sex』                          | EX-ANS         | 「Different Malice」參與鋼琴彈奏                      |
| 2001年 | 『クサ イキレ』                           | PICK 2 HAND    | 執行製作人                                            |
| 2001年 | 『IMagination∞lenS』                      | BEAST          | 執行製作人                                            |
| 2001年 | 『Humanistic』                            | Tommy Walter   | 執行製作人                                            |
| 2001年 | 『Believer』                              | Laura Dawn     | 執行製作人                                            |
| 2001年 | 『SUPER TURTLE ATTACK』                   | LADIES ROOM    | 執行製作人                                            |
| 2002年 | 『Beyond the Beginning』                  | Aja Daashuur   | 執行製作人                                            |
| 2002年 | 『Zerøspace』                             | Kidneythieves  | 執行製作人                                            |
| 2002年 | 『glory days』                            | revenus        | 執行製作人                                            |
| 2002年 | 『Jewelry Box』                           | 工藤静香       | 執行製作人                                            |
| 2002年 | 『昭和の階段 Vol.1』                      | 工藤静香       | 執行製作人                                            |
| 2003年 | 『歌人』                                  | 曹成模         | 「君だけだから」作曲                                  |
| 2003年 | 『「愛・地球博」presents GLOBAL HARMONY』 | 合輯           | 「I'LL BE YOUR LOVE」（英語版）作詞、作曲、編曲、監製 |
| 2004年 | 『TAKARAZUKA舞夢!』                       | 寶塚歌劇團花組 | 「世界の終りの夜に」作曲                              |
| 2005年 | 『Love the Earth』                        | 合輯           | 「I'LL BE YOUR LOVE」（英語版）作詞、作曲、編曲、監製 |

### 單曲
| 年     | 名稱                                    | 對象        | 備註                   |
| ------ | --------------------------------------- | ----------- | ---------------------- |
| 1986年 | 「Mystery Temptation」                  | POISON      | 監製                   |
| 1993年 | 「今を抱きしめて」                      | NOA         | 作詞、作曲、編曲、監製 |
| 1994年 | 「RAIN」                                | GLAY        | 作詞、作曲、編曲、監製 |
| 1997年 | 「moment」                              | 西城秀樹    | 作曲、編曲、監製       |
| 1998年 | 「Begin」                               | 北野井子    | 作詞、作曲、編曲、監製 |
| 1998年 | 「薔薇と緑」                            | 北野井子    | 作詞、作曲、編曲、監製 |
| 1999年 | 「アクロの丘」                          | Dir en grey | 編曲、監製             |
| 1999年 | 「残-ZAN-」                             | Dir en grey | 編曲、監製             |
| 1999年 | 「ゆらめき」                            | Dir en grey | 編曲、監製             |
| 1999年 | 「Cage」                                | Dir en grey | 編曲、監製             |
| 1999年 | 「予感」                                | Dir en grey | 編曲、監製             |
| 2000年 | 「Pearl」                               | Shiro       | 編曲、監製             |
| 2000年 | 「LR-7」                                | BEAST       | 編曲、監製             |
| 2000年 | 「UNCLEAR」                             | BEAST       | 編曲、監製             |
| 2000年 | 「Happy Driving」                       | Revenus     | 執行製片人             |
| 2000年 | 「Chemical」                            | BEAST       | 編曲、監製             |
| 2000年 | 「深紅の花」                            | 工藤静香    | 作詞、作曲、編曲、監製 |
| 2000年 | 「透明な自分」                          | Shiro       | 執行製作人             |
| 2001年 | 「千の瞳」                              | revenus     | 編曲、監製、執行製片人 |
| 2001年 | 「VISION」                              | BEAST       | 執行製作人             |
| 2001年 | 「Flower」                              | revenus     | 編曲、監製、執行製片人 |
| 2001年 | 「DIGITAL CRAZY KONG」                  | BRAIN DRIVE | 執行製作人             |
| 2001年 | 「ライラック」                          | Flangers    | 執行製作人             |
| 2002年 | 「新しいドア」                          | Flangers    | 執行製作人             |
| 2002年 | 「アカシア」                            | revenus     | 執行製作人             |
| 2002年 | 「よるごえ」                            | PICK 2 HAND | 執行製作人             |
| 2003年 | 「I'll Be Your Love」                   | DAHLIA      | 作詞、作曲、編曲、監製 |
| 2004年 | 「Scorpio」                             | TRAX        | 作詞、作曲、編曲、監製 |
| 2005年 | 「Rhapsody」                            | TRAX        | 作詞、作曲、編曲、監製 |
| 2016年 | 「薔薇のように咲いて 桜のように散って」 | 松田聖子    | 作詞、作曲、編曲       |